# Danh sách tập Thực Chiến!: Shokugeki no Soma
Thực chiến, được biết đến ở Nhật như Shokugeki no Soma, là một series anime được chuyển thể từ manga cùng tên của Yūto Tsukuda và Shun Saeki. Sản xuất bởi J.C.Staff và đạo diễn bởi Yoshitomo Yonetani, series được Shueisha công bố lần đầu tiên vào tháng 10 năm 2014. Bộ phim được phát sóng tại Nhật Bản trong khối lập trình Animeism của MBS giữa ngày 3 tháng 4 năm 2015 và ngày 25 tháng 9 năm 2015 và được Crunchyroll phát sóng.  Sentai Filmworks đã cho phép phát hành loạt phim này cho phân phối phim số và video tại nhà ở Bắc Mỹ . Mùa thứ hai, Food Wars: The Second Plate, phát sóng từ ngày 2 tháng 7 năm 2016 đến ngày 24 tháng 9 năm 2016.
Trong 14 tập đầu tiên, ca khúc chủ đề mở đầu là "Kibo no Uta" của Ultra Tower,  và chủ đề kết thúc là "Spice" (ス パ イ ス Supaisu) của Tokyo Karankoron . Đối với tập 15, phần mở đầu là "Rising Rainbow" của Misokkasu, trong khi chủ đề kết thúc là "Satchan's Sexy Curry" của Seiko Oomori.

## Tổng quát
| Mùa | Mùa | Số tập | Thời gian phát sóng  | Thời gian phát sóng  |
| Mùa | Mùa | Số tập | Bắt đầu phát sóng    | Kết thúc phát sóng   |
| --- | --- | ------ | -------------------- | -------------------- |
|     | 1   | 24     | 4 tháng 4 năm 2015   | 26 tháng 9 năm 2015  |
|     | 2   | 13     | 2 tháng 7 năm 2016   | 24 tháng 9 năm 2016  |
|     | 3   | 24     | 4 tháng 10 năm 2017  | 25 tháng 6 năm 2018  |
|     | 4   | 12     | 12 tháng 10 năm 2019 | 28 tháng 12 năm 2019 |

## Danh sách tập

### Thực chiến! Shokugeki no Soma
| No. | Tên                                                                                         | Original air date |
| --- | ------------------------------------------------------------------------------------------- | ----------------- |
| 1   | "Vùng đất hoang" "Hatenaki Kōya" (果てなき荒野)                                             | 04/04/2015        |
| 2   | "Vị giác của trời" "Kami no Shita" (神の舌)                                                 | 11/04/2015        |
| 3   | "Đầu bếp không bao giờ cười" "Kono Ryōrinin wa Warawanai" (この料理人は笑わない)            | 18/04/2015        |
| 4   | "Maria sao bắc cực" "Kyokusei no Maria" (極星の聖母 (マリア))                               | 25/04/2015        |
| 5   | "Mữ chúa băng giá và cơn bão mùa xuân" "Kōri no Joō to Haru no Arashi" (氷の女王と春の嵐)   | 02/05/2015        |
| 6   | "Kẻ xâm lăng mang tên thịt" "Niku no Shinryakusha" (肉の侵略者)                             | 09/05/2015        |
| 7   | "Don im lặng, Don hùng biện" "Shizukanaru Don, Yūben'na Don" (静かなる丼、雄弁な丼)         | 16/05/2015        |
| 8   | "Khúc hợp tấu của phát minh và sáng tạo" "Hassō to Sōzō no Kyōsōkyoku" (発想と創造の協奏曲) | 23/05/2015        |
| 9   | "Lớp mặt nhuộm màu núi non" "Yama o Irodoru Koromo" (山を彩る衣)                            | 30/05/2015        |
| 10  | "Recette tối thượng" "Shijō no Rusetto" (至上のルセット)                                    | 06/06/2015        |
| 11  | "Ảo thuật gia đến từ phương Đông" "Higashi kara Kita Majutsushi" (東から来た魔術師)         | 13/06/2015        |
| 12  | "Kí ức của một đĩa thức ăn" "Hito-sara no Kioku" (ひと皿の記憶)                             | 20/06/2015        |
| 13  | "Những quả trứng trước bình minh" "Yoake Mae no Tamago-tachi" (夜明け前の卵たち)            | 27/06/2015        |
| 14  | "Thay đổi hình dạng" "Metamorufōze" (メタモルフォーゼ)                                      | 04/07/2015        |
| 15  | "Người đàn ông được gọi là quỷ Tu La" "Syura to Yobareda Otoko" (『修羅』と呼ばれた男)      | 18/07/2015        |
| 16  | "Đầu bếp du hành vạn lý" "Banri o Kakeru Ryōrinin" (万里を駆ける料理人)                     | 25/07/2015        |
| 17  | "Karaage khoái cảm" "Kannō no Karaage" (官能の唐揚げ)                                       | 01/08/2015        |
| 18  | "Karaage thanh xuân" "Seishun no Karaage" (青春の唐揚げ)                                    | 08/08/2015        |
| 19  | "Những người được chọn" "Erabareshi Mono" (選ばれし者)                                      | 15/08/2015        |
| 20  | "Ngọa long thăng thiên" "Ryū wa Fushi, Sora e Noboru" (龍は臥し、空へ昇る)                  | 22/08/2015        |
| 21  | "Điều chưa biết mà ai cũng biết" "Michinaru Kichi" (未知なる既知)                           | 29/08/2015        |
| 22  | "Món ăn trội hơn thường ngày" "Nichijō o Koerumono" (日常を超えるもの)                      | 05/09/2015        |
| 23  | "Cuộc so tài giữa từng bông hoa nở rộ" "Hana Hiraku Ko no Kyōen" (花開く個の競演)           | 12/09/2015        |
| 24  | "Yến tiệc các chiến sĩ" "Senshi-tachi no Utage" (戦士たちの宴)                              | 26/09/2015        |

### Thực chiến! Shokugeki no Soma: Mùa thứ 2 (Ni no Sara)
| No. in series | No. in season | Tên                                                                                   | Original air date |
| ------------- | ------------- | ------------------------------------------------------------------------------------- | ----------------- |
| 25            | 1             | "Thứ lấp đầy chiếc hộp" "Sono Hako ni Tsumeru mono" (その箱に詰めるもの)              | 02/07/2016        |
| 26            | 2             | "Sự giao thoa giữa ánh sáng và bóng tối" "Kōsakusuru Hikari to Kage" (交錯する光と影) | 09/07/2016        |
| 27            | 3             | "Thế hệ của những viên đá quý" "“Gyoku” no Sedai" (『玉』の世代)                      | 16/07/2016        |
| 28            | 4             | "Kẻ bám đuôi" "Tsuiseki-sha" (追跡者)                                                 | 23/07/2016        |
| 29            | 5             | "Bí mật miếng cắn đầu tiên" "Hitokuchime no Himitsu" (一口目の秘密)                   | 30/07/2016        |
| 30            | 6             | "Bình minh sẽ lại đến" "Asa wa Mata Kuru" (朝はまた来る)                              | 06/08/2016        |
| 31            | 7             | "Mãnh thú nuốt nhau" "Kuraiau Kemono" (喰らい合う獣)                                  | 16/08/2016        |
| 32            | 8             | "Trận chiến theo mùa" "Shun o Meguru Tatakai" (旬を巡る戦い)                          | 20/08/2016        |
| 33            | 9             | "Lưỡi kiếm báo hiệu mùa thu" "Aki o tsugeru katana" (秋を告げる刀)                    | 27/08/2016        |
| 34            | 10            | "Viên ngọc mới" "Aratanaru "Gyoku"" (新たなる玉)                                      | 03/09/2016        |
| 35            | 11            | "Stagiaire" "Sutajiēru" (スタジエール)                                                | 10/09/2016        |
| 36            | 12            | "Tái ngộ vị phù thủy" "Majutsu-shi Futatabi" (魔術師再び)                             | 17/09/2016        |
| 37            | 13            | "Uy phong lẫy lừng" "Ifudōdō" (威風堂々)                                              | 24/09/2016        |

### Thực chiến! Shokugeki no Soma: Mùa thứ 3 (San no Sara)
| Part 1 |    | |                   |
| 38     | 1  | "Challenging the Ten" / "Challenging the Elite Ten" Transcription: "Jukketsu ni Idomu" (Japanese: 十傑に挑む)                                | October 4, 2017   |
| 39     | 2  | "Má & Là" / "Má and Là" Transcription: "Mā to Rā" (Japanese: 『麻』と『辣』)                                                                 | October 11, 2017  |
| 40     | 3  | "The Lunar Feast" / "Moon Festival" Transcription: "Gekkyōsai" (Japanese: 月饗祭)                                                            | October 18, 2017  |
| 41     | 4  | "A Pride of Young Lions" Transcription: "Wakaki Shishi-tachi no Mure" (Japanese: 若き獅子たちの群れ)                                         | October 25, 2017  |
| 42     | 5  | "The Shadow over the Dining Table" / "The Darkening Dinner Table" Transcription: "Kageriyuku Shokutaku" (Japanese: 翳りゆく食卓)             | November 1, 2017  |
| 43     | 6  | "The Captive Queen" / "The Imprisoned Queen" Transcription: "Toraware no Joō" (Japanese: 囚われの女王)                                       | November 8, 2017  |
| 44     | 7  | "The Academy Falls" / "It Begins" Transcription: "Hibuta wa Kirareta" (Japanese: 火蓋は切られた)                                             | November 15, 2017 |
| 45     | 8  | "The Alchemist" Transcription: "Arukimisuta" (Japanese: )                                                                                    | November 22, 2017 |
| 46     | 9  | "Hunting the Straggerlers" / "Hunting the Survivors" Transcription: "Zantōgari" (Japanese: 残党狩り)                                         | November 29, 2017 |
| 47     | 10 | "Dance of the Salmon" / "The Salmon Will Dance" Transcription: "Sake wa Odoru" (Japanese: 鮭は踊る)                                          | December 6, 2017  |
| 48     | 11 | "Der Weiße Ritter der Tafel" / "The White Knight of the Panel" Transcription: "Shokutaku no Shirokishi" (Japanese: 食卓の白騎士)             | December 13, 2017 |
| 49     | 12 | "Those Who Strive for the Top" / "The One Who Aims for the Summit" Transcription: "Itadaki wo Mezasu Mono" (Japanese: 頂を目指す者)          | December 20, 2017 |
| Part 2 |    | |                   |
| 50     | 13 | "Advancement Exam" Transcription: "Shinkyū Shiken" (Japanese: 進級試験)                                                                      | April 9, 2018     |
| 51     | 14 | "The Totsuki Train Heads Forth" / "Onward on the Totsuki Train" Transcription: "Tōtsuki-ressha wa Iku" (Japanese: 遠月列車は行)              | April 16, 2018    |
| 52     | 15 | "Joan of Arc Arises" / "Jeanne d'Arc Rises" Transcription: "Tachiagaru Onna Kishi" (Japanese: 立ち上がる女騎士)                              | April 23, 2018    |
| 53     | 16 | "Revenge Match" Transcription: "Ribenji Matchi" (Japanese: リベンジ・マッチ)                                                                 | April 30, 2018    |
| 54     | 17 | "Walking the Tightrope of Umami" / "The Umami Tightrope" Transcription: "Umami no Tsunawatari" (Japanese: 旨味の綱渡り)                      | May 7, 2018       |
| 55     | 18 | "For Someone's Sake" / "For Whom" Transcription: "Dare ga Tame ni" (Japanese: 誰が為に)                                                      | May 14, 2018      |
| 56     | 19 | "A Declaration of War" / "Declaration of War" Transcription: "Sensen Fukoku" (Japanese: 宣戦布告)                                            | May 21, 2018      |
| 57     | 20 | "Erina's Devotion" / "Erina's Diligent Studies" Transcription: "Erina no Kensan" (Japanese: えりなの研鑽)                                    | May 28, 2018      |
| 58     | 21 | "He Who Clears a Path Through the Wilderness" / "The Pioneer of the Wastelands" Transcription: "Kōya o Hiraku Mono" (Japanese: 荒野を拓く者) | June 4, 2018      |
| 59     | 22 | "To the Site of the Final Battle" / "To the Final Battleground" Transcription: "Kessen no Chi e" (Japanese: 決戦の地へ)                      | June 11, 2018     |
| 60     | 23 | "For the Sake of Kyokusei Dorm" / "Bearing Polar Star Dormitory" Transcription: "Kyokuseiryō o Seotte" (Japanese: 極星寮を背負って)          | June 18, 2018     |
| 61     | 24 | "That Which Makes One Strong" / "The Basis for Strength" Transcription: "Kyōshataru Yuen" (Japanese: 強者たる)                               | June 25, 2018     |

### Thực chiến! Shokugeki no Soma: Mùa thứ 4
| No. overall | No. in season | Title | Original air date |
| ----------- | ------------- | --- | ----------------- |
| 62          | 1             | "That Which I Want to Protect" / "What We Want to Protect" Transcription: "Mamoritai mono" (Japanese: 守りたいもの)                  | October 12, 2019  |
| 63          | 2             | "The Strobe Flashes" / "Camera Flash" Transcription: "Sutorobo kagayaku" (Japanese: ストロボ、輝く)                                  | October 19, 2019  |
| 64          | 3             | "Hopeful Solidarity" / "Hope in Solidarity" Transcription: "Kibō no Rentai" (Japanese: 希望の連帯)                                   | October 26, 2019  |
| 65          | 4             | "Aim for Victory!" Transcription: "Shōri o nerae!" (Japanese: 勝利をねらえ！)                                                        | November 2, 2019  |
| 66          | 5             | "You're Done For, Fool" / "You're Through" Transcription: "Owatta ze, omae" (Japanese: 終わったぜ、お前)                             | November 9, 2019  |
| 67          | 6             | "A Single Blade" Transcription: "Ippon no Yaiba" (Japanese: 一本の刃)                                                                | November 16, 2019 |
| 68          | 7             | "Two Queens" / "The Two Queens" Transcription: "Futari no Joō" (Japanese: ふたりの女王)                                              | November 23, 2019 |
| 69          | 8             | "Your Best Side" / "Watching from Beside You" Transcription: "Kimi no Yokogao" (Japanese: 君の横顔)                                  | November 30, 2019 |
| 70          | 9             | "The First & Second Seats" / "The First and Second Seats" Transcription: "Isseki to ni Seki" (Japanese: 一席と二席)                  | December 7, 2019  |
| 71          | 10            | "How to Cook a Killer Dish" / "How to Build a Specialty" Transcription: "Hissatsu Ryōri no Tsukurikata" (Japanese: 必殺料理の作り方) | December 14, 2019 |
| 72          | 11            | "Song of Hope" Transcription: "Kibō no Uta" (Japanese: 希望の唄)                                                                     | December 21, 2019 |
| 73          | 12            | ""The Totsuki Ten" Reborn" / "The New "Totsuki Elite Ten"" Transcription: "Shinsei “Tōtsuki Jikketsu”" (Japanese: 新生『遠月十傑』)  | December 28, 2019 |

### OVAs
| No. | Tên                                                                            | Release date |
| --- | ------------------------------------------------------------------------------ | ------------ |
| 1   | "Trận đấu ở Thành Phá Takumi" "Takumi no Shitamachi Gassen" (タクミの下町合戦) | 05/05/2016   |
| 2   | "Kỳ nghỉ hè của Erina" "Natsuyasumi no Erina" (夏休みのエリナ)                 | 04/07/2016   |
| 3   | "Sự kiện trăng tròn" "Shūgetsu no Meguriai" (秋月のめぐり逢い)                 | 02/05/2017   |
| 4   | "Thập Kì Nhân" "Tōtsuki Jūkketsu" (遠月十傑)                                   | 04/07/2017   |

## Liên quan
- List of Food Wars: Shokugeki no Soma chapters
- List of Food Wars: Shokugeki no Soma characters

## Liên kết
1. ↑  "食戟のソーマ". Media Arts Database. Agency for Cultural Affairs. Bản gốc lưu trữ ngày 5 tháng 4 năm 2017. Truy cập ngày 16 tháng 7 năm 2016.
2. ↑  食戟のソーマ弐ノ皿 - アニメ - TOKYO MX [Food Wars! Shokugeki no Soma: The Second Plate - Anime - Tokyo MX] (bằng tiếng Nhật). Tokyo MX. Bản gốc lưu trữ ngày 3 tháng 10 năm 2017. Truy cập ngày 24 tháng 9 năm 2016.